# Andrea da Valle

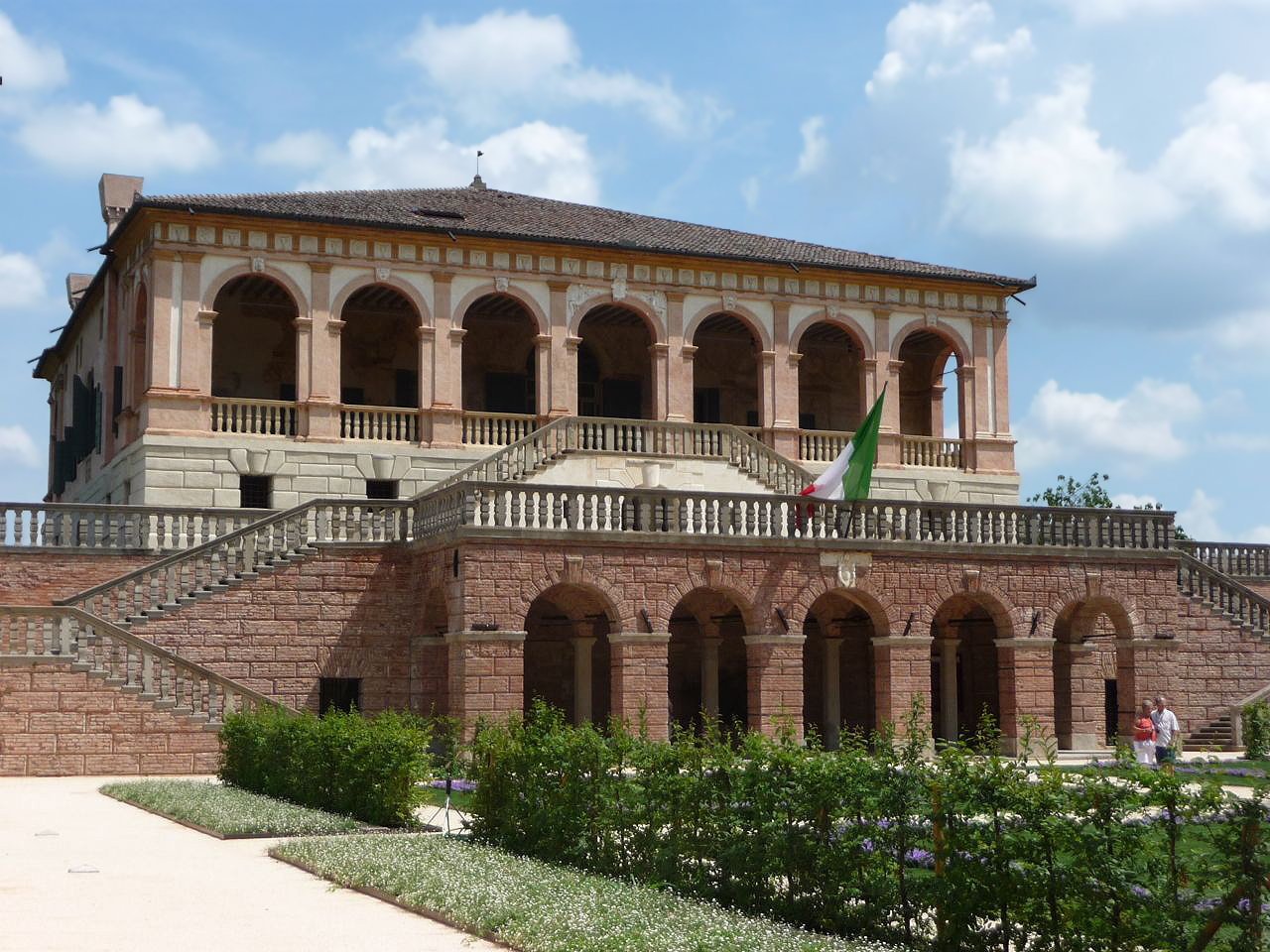
Villa dei Vescovi a Torreglia.

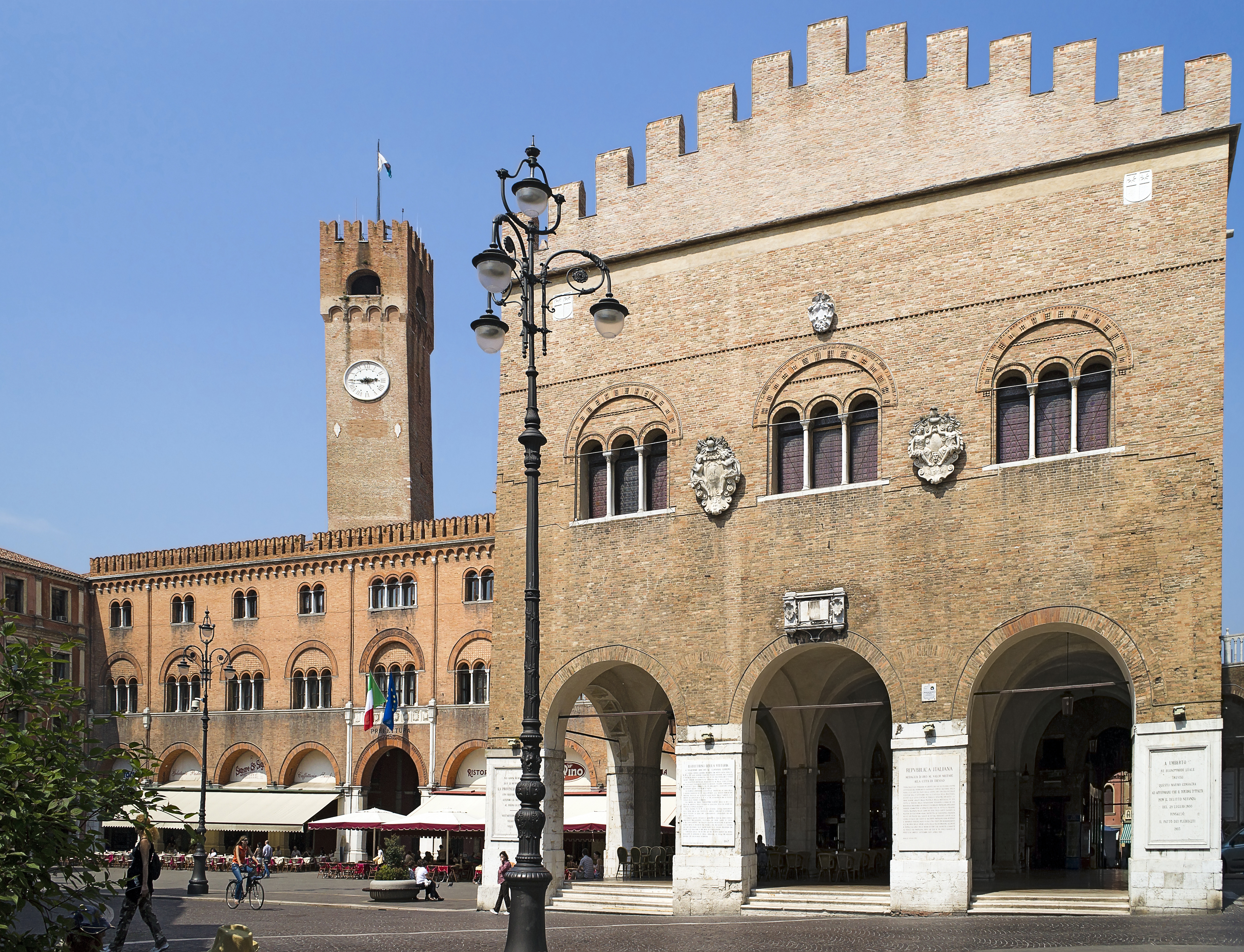
Palazzo dei Trecento, la loggia de la planta baixa és obra d'Andrea da Valle.

Andrea da Valle (Koper, primer quart del segle XVI- 1578) va ser un arquitecte italià.

## Biografia
Nascut a la vora de Koper d'un cert Antonio, va viure i va treballar com a arquitecte i picapedrer sempre a Pàdua, on probablement va ser trucat pel seu oncle Matteo també picapedrer. El primer informe, que dona testimoni de la seva presència a Pàdua, es remunta a l'any 1531, mentre que el 1532 surt documentat al testament del seu oncle, que li va deixar eines de treball i una mica de roba. El 1533 va ser ajudant de Giovanni Maria Falconetto durant les obres a la capella de sant Antoni de la Basílica de Sant Antoni de Pàdua. En col·laboració amb l'escultor Tiziano Alinio el 1539 va llogar un taller qua de presenti inciduntur et laborantur lapides. A l'any següent va treballar a Bolonya en la construcció de dos claustres adjacents a l'església de Sant Gregori, aquest és el seu primer treball original conegut.
Després de la mort de Falconetto va rebre l'encàrrec de completar la Villa dei Vescovi a Torreglia, a les Colli Euganei. El 1547 va presentar un projecte per a la realització del nou cor de la catedral de Pàdua, en competició amb Jacopo Sansovino; el seu projecte va ser escollit especialment pel suport que li va donar el bisbe de Pàdua, el cardenal Francesco Pisani, el seu protector. El coneixement i les maniobres de Sansovino van aconseguir la intervenció de Michelangelo Buonarroti, qui va presentar un nou projecte que va ser aprovat i la realització del qual va ser confiada, l'1 de gener 1551, precisament a Andrea da Valle.
També el 1552 va ser a Treviso, on va construir el palau municipal i potser també la Lògia del Palazzo dei Trecento. Entre els anys 1557 i 1560 va treballar en diverses obres a Pàdua i els seus voltants: para messer Francesco Lando (no identificat), per a les monges de Santa Agata, per al claustre del monestir de Santa Maria di Vanzo i per al cor de l'església de San Giacomo a Monselice. Totes aquestes obres s'han perdut, excepte la de Monselice. Estudis recents també s'atribueix a la seva autoria la construcció de la Villa Pisani a Monselice, que prèviament havia estat atribuïda a Palladio.